# 北海道道387号幌別停車場線
北海道道387号幌別停車場線（ほっかいどうどう387ごう ほろべつていしゃじょうせん）は、北海道登別市内を結ぶ一般道道（北海道道）である。

## 概要

### 路線データ
- 起点：北海道登別市中央町2丁目（JR北海道 室蘭本線 幌別駅）
- 終点：北海道登別市幌別町2丁目（国道36号交点）
- 総延長：2.122 km
- 実延長：1.160 km
- 重用延長：0.962 km

### 道路管理者
- 胆振総合振興局 室蘭建設管理部 登別出張所

## 歴史
- 1961年（昭和36年）3月31日 - 幌別駅東口と国道36号を結ぶ路線として路線認定[1]。
- 1994年（平成6年）4月1日 - 国道36号幌別バイパス完成に伴い、旧道を編入し、起点を幌別駅東口から西口に変更[2]。

## 路線状況

### 重複区間
- 北海道道327号弁景幌別線（登別市中央町4丁目 - 登別市幌別町5丁目）

## 地理

### 通過する自治体
- 胆振総合振興局
  - 登別市

### 交差する道路
登別市
- 北海道道327号弁景幌別線 - 中央町4丁目、幌別町5丁目（重複）
- 北海道道144号登別室蘭インター線 - 幌別町1丁目（接続はしない）
- 国道36号 - 幌別町2丁目（終点）

### 沿線にある施設など
登別市
- JR北海道 室蘭本線 幌別駅
- 登別市役所
- 登別市立幌別小学校